# Sile (reka)
Reka Sile (beneško Sil ali Siłe) je 95 km dolga reka v severni Italiji v Benečiji. 
Reka izvira 20 kilometrov severno od Trevisa kot kraški izvir v Casacorba di Vedelago v pokrajini Treviso), nato teče v smeri vzhoda in pri kraju Treviso zamenja smjer in teče v smeri juga proti Beneški laguni, na katero je nekoč vplivala. Z velikimi melioracijskimi deli v 17. stoletju (1683) in izgradnjo kanalov od 14. do 18. stoletja so ji spremenili tok in se danes reka izliva pri kraju Porto di Piave Vecchia v Jadransko morje. Poleg zgodovinskega preusmerjanja Sile je bil del reke spremenjen v zadnjem času (1950) s približno 1 km dolgim krakom za delovanje hidroelektrarne, zato desne krak mrtev, Sil Morto. kasneje se oba kraka združita in otok, ki ga sestavljata, se imenuje Isola di Villapendola ali Vallependola in je naravni rezervat z obsežno kmetijsko rabo.
Pri Trevisu z leve strani priteče njen največji pritok, reka Botteniga (ali Cagnan).
Del vodotoka je bil leta 1991 razglašen za regionalni naravni park reke Sile (Parco naturale regionale del Fiume Sile).
Dante Alighieri je opeval reko v svoji Božanski komediji s stihi dove Sile e Cagnan s'accompagna (Kjer se Sile in Cagnan združita).

## Kraški izvir
Izviri Sile so tako imenovani risorgive (v regionalnem narečju fontanassi), ki je posebna oblika izvorne plasti na meji med visoko in nizko stopnjo Padske nižine in Benečije. Voda v izvire Sile prihaja večinoma iz padavin na 1775 m visokem Monte Grappa masivu, z Monte Tomba in Monfenera, dela južno od Feltre. Poleg tega filtrat reke Piave bogati podzemno vodo v povodju Sile. Na poti navzdol v dolino vodonosnik naleti na drobnozrnata vodotesna naplavljenih tla (gline, kot tudi pesek). Na tej plasti se je voda prisiljena vzpenjati in oblikovati značilno izvire. Na dnu je mogoče videti majhne peščene stožce, ki se zdijo "vrelci", ker zrna peska meša voda, ki se izliva iz zemlje.

## Mlini na reki
Reka Sile je bila skupaj s svojimi pritoki od nekdaj poznana po številnih mlinih. Še v 19. stoletju je samo v mestu Treviso delovalo enainšesdeset mlinov. Danes ne dela noben a so mnogi dobro ohranjeni kot lepi primeri predindustrijske dobe.

## Ekološki pomen Sile
V toku Sile obstajajo različni tipi habitatov, ki ležijo v glavnem znotraj meja parka in odvisnih zavarovanih območij. To so ribniki in mlake, šotišča, območje obrežnega pasu, (mokri) travniki, vrbe in topoli, slana vodna površina v Portegrandi in sama reka. Habitati skrivajo različne rastlinske združbe in so življenjski prostor številnih živali ter gnezdilno ali prezimovalno območje za ptice.
Območje ima zelo veliko biotsko raznovrstnost, nekatere živalske in rastlinske so vrste endemične. Odkrije se lahko okoli 500 različnih rastlinskih vrst. Živalstvo je zelo raznoliko, tako da je okrog 40 vrst rib v Sili in izredno raznolike ptice z okoli 70 vrst selivkami.
Poseben pomen (zlasti šotišča) ima prisotnost redkih ledeniških reliktnih rastlin, kot je vrsta munca (Eriophorum latifolium), močvirski svišč (Gentiana pneumonanthe), navadni mrzličnik (Menyanthes trifoliata), močvirna samoperka (Parnassia palustris) in smetlika (Euphrasia Salisburgensis). Izjemno redke in ogrožene rastlinske vrste so streluša (Sagittaria sagittifolia) in navadni kukovičnik (Gymnadenia conopsea) in dišeča kukavičevka (Gymnadenia odoratissima). Endemična v brakični coni v bližini ustja Silone kanala je osočnik Salicornia veneta.
Za živali v Sili in ob njej so značilne tudi nekatere endemične vrste. Tako kapelj [Cottus gobio], ki ga najdemo samo v rekah severovzhodne Italije, endemična vrsta ciprinidov - saveta (chondrostoma soetta).
Močno upadajo ali že med ogrožene vrste v srednjem in spodnjem toku so navadna krastača (Bufo bufo), primorski koščak (Austropotamobius pallipes) in zelo redek zahodni potočni piškur (Lampetra zanandreai).